# 大原呑響
大原 呑響（おおはら どんきょう、宝暦11年（1761年）頃 - 文化7年5月18日（1810年6月19日））は、江戸時代後期の儒学者、経世家である。本姓は今田（熊谷とも）。名は翼、字は雲卿。通称は左金吾。別号に墨斎等がある。

## 経歴・人物
陸奥の磐井郡に生まれる。幼年期の生い立ちについてはほとんど知られていないが、後に江戸で井上金峨の門人となり儒学を学んだ事が記録されている。天明3年（1783年）には蝦夷地に拠点を移し、当時松前藩の家老だった蠣崎波響と親交を持った。翌年上洛し、深仁法親王の門人となり仁和寺で絵画を学んだ。
寛政7年（1795年）に当時藩主だった松前道広に招聘され、再度蝦夷地に拠点を戻す。しかし寛政8年（1796年）にイギリス船が虻田に入港した出来事により、呑響は当時鎖国が行われていた日本本土とは違う松前藩の対応に、ロシア帝国との内通疑惑を抱き、松前藩の政策に不満を持つ。
これにより、呑響は水戸に拠点を移してこの出来事が記された著書を立原翠軒を通して江戸幕府に献上した。幕府は松前藩のロシア内通疑惑の点に関しては無実あると認定したが、後の寛政11年（1799年）に蝦夷地における防備の強化に関心を深めた。
その後大原は、幕府と共に蝦夷東部の仮上知に携わり、京都に活動拠点を戻して文人として活動した。
子に画家の大原呑舟がいる。

## 主な著作物
- 『地北寓談』
- 『北地危言』